# Laskarci
Laskarci är en ort i Nordmakedonien. Den ligger i den nordvästra delen av landet, 19 kilometer väster om huvudstaden Skopjes centrum. Laskarci ligger 457 meter över havet och antalet invånare är 990.